# مارتا هيغيراس
مارتا هيغيراس (مواليد 1964) هي وسيطة جنائية إسبانية، مرتبطة بالقطاع القضائي منذ بداية حياتها المهنية. من عام 2015 إلى عام 2019 شغلت منصب النائب الأول لرئيس بلدية مدريد ومستشارًا في إدارة المساواة والحقوق الاجتماعية والتوظيف.

## السيرة الشخصية
ولدت في مدريد عام 1964 ، وعملت كمسؤولة في ملاعب بلازا دي كاستيا في مدريد، وتولت فيما بعد منصبًا في المجلس العام للسلطة القضائية كرئيسة قسم المكتب القضائية لمدة 5 سنوات. في إقليم الباسك كانت مستشارة في العدل مع طاهر ميغيل، وفي أغسطس 2009 تم تعيينها مديرة العدل والإدارة العامة وهو الدور الذي شغلته خلال حكومة باتشي لوبيز الاشتراكية، حتى يناير 2013 كانت أيضًا عضوًا في لجنة الطفولة والمراهقة في إقليم الباسك.
قبل العمل في مجلس مدينة مدريد عملت في محكمة كوينتاس كسكرتيرة للمستشارة ماريا أنطونيا لوزانو بعد أن تم اقتراحها لهذا المنصب من قبل إزكويردا يونيدا التي كانت عضوًا في لجنة المساواة من 2013-2015.

### أهورا مدريد
في الانتخابات البلدية في مايو 2015 احتلت هيغيراس المركز السابع في قائمة أهورا مدريد لمجلس مدينة مدريد.
بعض وسائل الإعلام تعتبر أن هيغويراس تشغل موقع ثقة مع مانويلا كارمينا في مجلس مدينة مدريد. وهي تعرف القاضي منذ عام 1992 عندما عملوا معًا في محاكم بلازا كاستيلا ومنذ ذلك الحين حافظوا على علاقة وثيقة. منذ يونيو 2015 شغلت منصب نائب رئيس بلدية مدريد ومستشارة في إدارة المساواة والحقوق الاجتماعية والتوظيف ونفذت مهام نائب العمدة.